# Live Trax
Live Trax er en ep af bandet Megadeth, udgivet i 1997.
Spor 1 blev kun kaldt "Reckoning Day", hvilket gjorde "Peace Sells" til et skjult spor. Spor 1-4 blev optaget i Mesa Amphitheatre, Mesa, Arizona, 13. april 1997. Spor 5-6 blev optaget i Olympic Auditorium, Los Angeles, Californien, 25. februar 1995.

## Spor
1. "Reckoning Day" (Dave Mustaine, Marty Friedman, David Ellefson)
  - Med "Peace Sells" (Mustaine) som skjult spor
2. "Angry Again" (Mustaine)
3. "Use the Man" (Mustaine, Friedman)
4. "She-Wolf" (Mustaine)
5. "Tornado of Souls" (Mustaine, Ellefson)
6. "A Tout le Monde" (Mustaine)